# Yrjö Niiniluoto

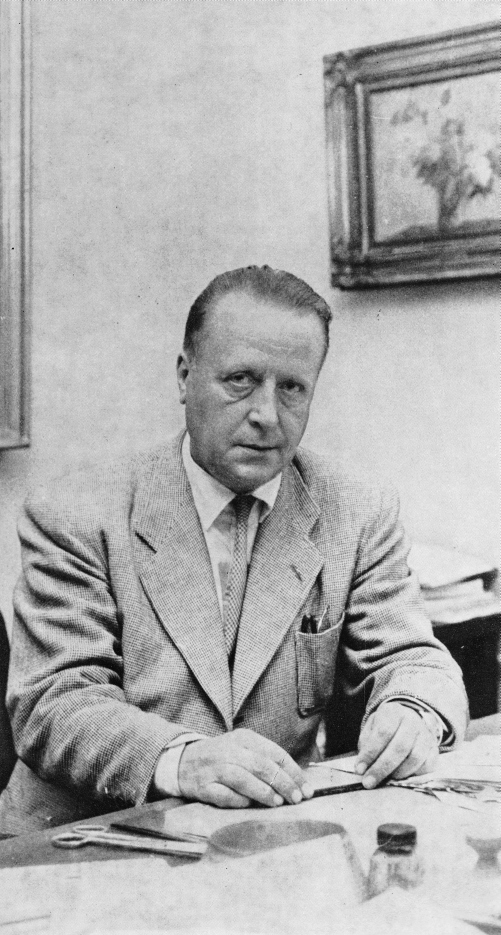
Yrjö Niiniluoto.

Yrjö Eemil Niiniluoto, född 9 februari 1900 i Tammerfors, död 4 november 1961 i Johannesburg, var en finländsk tidningsman. Han var far till Maarit och Ilkka Niiniluoto.
Niiniluoto avlade filosofie magisterexamen 1924. Han var 1925–1936 utrikesredaktör och -korrespondent vid Helsingin Sanomat, blev 1936 artikelredaktör och 1938 chefredaktör. Han var därtill chefredaktör för Ilta-Sanomat 1938–1946.
Niiniluoto var en av den finländska pressens första utlandskorrespondenter. Han utgav en rad reseböcker med mera; postumt utkom Suuri rooli (1962), ett verk om Gustaf Mannerheim.